# Khamphoui
Khamphoui (laotisch ພຣະນາງຄຳຜຸຍ; geb. 12. Juli 1912 in Luang Phrabang; gest. 1982 in Sop Hao) war die Königin von Laos durch ihre Heirat mit Savang Vatthana, dem zweiten (und letzten) König von Laos. Sie wurde nach der Revolution von 1975 im Jahre 1977 mitsamt ihrer Familie verhaftet und starb Behördenberichten zufolge 1982 in einem Umerziehungslager.

## Biographie
Khamphoui kam 1912 in Luang Phrabang, der Hauptstadt des gleichnamigen Königreichs und der heutigen nordlaotischen Provinz als Tochter von Chao Krum Mahasenapati und seiner Frau Khamoune zur Welt.
Am 7. August 1930 heiratete sie den laotischen Prinzen Savang Vatthana und hatte mit ihm zusammen fünf Kinder: die Prinzen Vong Savang, Savang und Sauryavong Savang, und die Prinzessinnen Savivanh Savang und Thala Savang. Khamphouis Ehe mit Savang Vatthana, der die traditionelle Polygamie aufgab, galt allgemein als glücklich.
Ende Oktober 1959 wurde sie Königsgemahlin von Laos. Sie und ihr Mann nahmen an öffentlichen Veranstaltungen und Zeremonien teil. Im Jahr 1963 begleitete sie den König zu einem offiziellen Staatsbesuch in die Vereinigten Staaten, wo sie von US-Präsident John F. Kennedy empfangen wurden.
Nach dem Auseinanderfallen der Regierung der Nationalen Einheit kam es seit Mitte der 1960er Jahre zum Bürgerkrieg zwischen der prowestlichen Gruppe unter Boun Oum sowie den Neutralisten unter Souvanna Phouma auf der einen Seite und der kommunistischen Pathet Lao unter Souphanouvong andererseits. Der Pathet Lao konnte schließlich am 24. August 1975 die Macht übernehmen.
König Savang Vatthana wurde am 2. Dezember 1975 gezwungen, auf den Thron zu verzichten und abzudanken. Nach dem Sturz lebte das ehemalige Königspaar unter Hausarrest im ehemaligen Königspalast. Sie wurden 1977 zusammen mit ihrer Familie verhaftet und in ein Umerziehungslager geschickt. Nach ihrer Verhaftung wurde der ehemalige Königspalast in ein Museum umgewandelt.
Khamphoui starb im Lager bei Sop Hao vermutlich im Jahr 1982.

## Ehrungen
- Großkreuz für Damen des thailändischen Ordens von Chula Chom Klao